# Малое Байдавлетово
Малое Байдавлетово (баш. Кесе Байдәүләт) — деревня в Зианчуринском районе Республики Башкортостан Российской Федерации. Входит в состав Тазларовского сельсовета.

## География

### Географическое положение
Расстояние до:
- районного центра (Исянгулово): 16 км,
- центра сельсовета (Тазларово): 6 км,
- ближайшей ж/д станции (Саракташ): 84 км.

## Население
| 1939 | 1959 | 1970 | 1979 | 1989 | 2002 | 2009 |
| ---- | ---- | ---- | ---- | ---- | ---- | ---- |
| 78   | ↗79  | ↗84  | ↘44  | ↘18  | ↗21  | ↘20  |
| 2010 |      |      |      |      |      |      |
| ↘15  |      |      |      |      |      |      |

Национальный состав
Согласно переписи 2002 года, преобладающая национальность — башкиры (90 %).